# Planadas
Planadas è un comune della Colombia facente parte del dipartimento di Tolima.
Il comune venne istituito il 25 novembre 1966.